# Kašić
Kašić falu Horvátországban Šibenik-Knin megyében.

## Fekvése
Šibenik központjától légvonalban 23, közúton 32 km-re északnyugatra, községközpontjától 7 km-re északra Dalmácia középső részén fekszik. Közigazgatásilag Pirovachoz tartozik.

## Története
Területe már a kora középkorban lakott volt, ezt bizonyítja a Pirovac és Kašić között feltárt 5. – 6. századi ókeresztény templom maradványa. Ismeretlen eredetű pogány halomsír is található itt, melynek eredetét eddig még nem sikerült igazolni. Maga Kašić település már a középkorban is létezett, a török hódításig önálló plébániája is volt.  A falu felett álló középkori várat a horvát Kasega nemzetség építtette, melynek nemzetségi központja a Smiličić melletti Kašićon volt. Mindkét Kašić erről a nemzetségről kapta a nevét is. Kašić várát azonban később elveszítették és királyi birtok lett. Ezt követően IV. László magyar király 1273-ban a II. Ottokár cseh király elleni harcokban és különösen a Győr alatti csatában tett szolgálataiért a Glamočan családnak adta. 1392-ben Vukšić várában bírósági per volt a kašićiak és Milota Nešustović földjei közötti birtokhatár kérdésében, melynek irataiban több, Kašićon birtokos nemesi családot is említenek. Így a perben érintettek voltak a Karinjanok, Kukarok, Virevićek, az otresi Pavičićok, a polačai Satobrićok és a Šubićok is. 1513-ban a kašićiak új templomot és néhány tuščici földet adományoztak a sustipanaci ferenceseknek, hogy a lelki üdvükért imádkozzanak. 1524. április 10-én néhány kašići polgár a zárai Szent János kolostorba hozta megőrzésre a kašići Szent János templom megmaradt tárgyait, melyeket kimenekítettek amikor a török felégette a falut és templomát. 1537-ben Velim és Vrána elestével Kašić is török uralom alá került. A 17. század végén foglalták vissza a velencei hadak. Ezután a skradini plébániához tartozott, majd a velimi plébánia alapításakor hozzá csatolták. A skradini püspökség összeírásában Kašićot nem említik a lakott települések között, valószínűleg a 18. század második feléig teljesen lakatlan volt és csak 1770 körül telepítették be újra. 1718-ban újraalapították a banjevci plébániát, melynek a része lett és azóta is hozzá tartozik. 1797-ben a Velencei Köztársaság megszűnésével a település Habsburg Birodalom része lett. 1806-ban Napóleon csapatai foglalták el és 1813-ig francia uralom alatt állt. Napóleon bukása után ismét Habsburg uralom következett, mely az első világháború végéig tartott. A településnek 1880-ban 85, 1910-ben 180 lakosa volt. Az I. világháború után rövid ideig az Olasz Királyság, ezután a Szerb-Horvát-Szlovén Királyság, majd Jugoszlávia része lett. Lakossága 2011-ben 126 fő volt, akik a banjevci plébániához tartoztak.

## Lakosság
| Lakosság változása | Lakosság változása | Lakosság változása | Lakosság változása | Lakosság változása | Lakosság változása | Lakosság változása | Lakosság változása | Lakosság változása | Lakosság változása | Lakosság változása | Lakosság változása | Lakosság változása | Lakosság változása | Lakosság változása | Lakosság változása |
| ------------------ | ------------------ | ------------------ | ------------------ | ------------------ | ------------------ | ------------------ | ------------------ | ------------------ | ------------------ | ------------------ | ------------------ | ------------------ | ------------------ | ------------------ | ------------------ |
| 1857               | 1869               | 1880               | 1890               | 1900               | 1910               | 1921               | 1931               | 1948               | 1953               | 1961               | 1971               | 1981               | 1991               | 2001               | 2011               |
| 0                  | 0                  | 85                 | 77                 | 66                 | 180                | 0                  | 260                | 187                | 201                | 243                | 219                | 182                | 144                | 122                | 126                |

(1857-ben, 1869-ben és 1921-ben Kašić Banjevački néven lakosságát Banjevcihez számították.)

## Nevezetességei
- A település feletti magaslaton találhatók Kašić várának romjai. Építője valószínűleg a falu névadója a Kasega nemzetség volt. Ezután királyi vár, majd IV. László király 1273-ban a Glamočan családnak adta. 1537-ben elfoglalta a török. A 17. század végén foglalták vissza a velencei hadak. A török kiűzése után a határ menti védelmi rendszer része volt. Őrsége tűzjelekkel adott hírt az ellenség észleléséről, melyet várról várra továbbítottak. Később jelentőségét vesztve elhagyták, azóta rom. Maradványaiból a hengeres torony falai helyenként még emeletnyi magasságban állnak.
- Pirovac és Kašić között egy feltárt 5.– 6. századi ókeresztény templom maradványa található.

## Fordítás
Ez a szócikk részben vagy egészben  a   Banjevci című horvát Wikipédia-szócikk ezen változatának fordításán alapul.  Az eredeti cikk szerkesztőit annak laptörténete sorolja fel. Ez a jelzés csupán a megfogalmazás eredetét és a szerzői jogokat jelzi, nem szolgál a cikkben szereplő információk forrásmegjelöléseként.